# Julian McMahon
Julian Dana William McMahon, född 27 juli 1968 i Sydney, Australien, död 2 juli 2025 i Clearwater, Florida, var en australisk skådespelare. Han blev känd i TV-serien Förhäxad som Cole Turner och som Christan Troy från serien Nip/Tuck. Har var gift med sångerskan Dannii Minogue (1994–1995) och skådespelerskan Brooke Burns (1999–2001) med vilken han fick en dotter.

## Biografi
Julian McMahon var det andra barnet av tre, till Sir William McMahon, premiärminister i Australien (1971) och Lady Sonia McMahon. Han studerade till advokat vid University of Sydney, men han blev uttråkad av sin klass efter första året och inledde istället en karriär som modell i Paris. År 1987 arbetade han även med reklam i Los Angeles, New York, Milano, Rom och Paris. Han medverkade i en TV-reklam för jeans i Australien som gjorde honom så populär att han blev erbjuden rollen i Dynasty-som serie  i Australien. Efter att ha arbetat där i 18 månader, fick han rollen i "Home and Away" (1988), en annan populär serie. 
McMahon spelade sedan på scen i musikalversionen av "Home and Away" i England och även i "Love Letters" i Sydney och Melbourne. Efter det fick han huvudrollen i filmen "Wet and Wild Summer!" (1992)
År 1992, medverkade han som Ian Rain i dramaserien "Another World" och 1996 fick stor roll i "Profiler" (1996). Han medverkade också i TV-serien Förhäxad.

## Filmografi (i urval)
- 2001 – Another Day
- 2005 – Fantastic Four (som Doktor Doom)
- 2007 – Fantastic Four: Rise of the Silver Surfer (som Doktor Doom)